# Arachniodes nigrospinosa
Arachniodes nigrospinosa là một loài thực vật có mạch trong họ Dryopteridaceae. Loài này được (Ching) Ching miêu tả khoa học đầu tiên năm 1962.